# Bahnstrecke Kalhausen–Sarralbe
| Bahnhof Herbitzheim, 2015 |                                 |                                                        |                                                        |
| Streckennummer (SNCF): | 169 000; 134 (1962); 232 (1917) |                                                        |                                                        |
| Streckenlänge: | 8,0 km                          |                                                        |                                                        |
| Spurweite: | 1435 mm (Normalspur)            |                                                        |                                                        |
| Maximale Neigung: | 2 ‰                             |                                                        |                                                        |
| Zweigleisigkeit: | ehem.                           |                                                        |                                                        |
| |                                 |                                                        |                                                        |
| \| \| \| Bahnstrecke Mommenheim–Sarreguemines von Saargemünd \| \| \| \| 0,0 \| Kalhausen \| 218 m \| \| \| \| Bahnstrecke Mommenheim–Sarreguemines nach Mommenheim \| \| \| \| ~1,2 \| Eichel; Départementsgrenze Moselle/Bas-Rhin \| Eichel; Départementsgrenze Moselle/Bas-Rhin \| \| \| 4,3 \| Herbitzheim \| 212 m \| \| \| 5,1 \| A 4 \| A 4 \| \| \| 6,8 \| Départementsgrenze Bas-Rhin/Moselle \| Départementsgrenze Bas-Rhin/Moselle \| \| \| \| Bahnstrecke Berthelming–Sarreguemines von Saargemünd \| \| \| \| 8,0 \| Sarralbe (Saaralben) \| 213 m \| \| \| \| Bahnstrecke Champigneulles–Sarralbe von Bénestroff \| \| \| \| \| Bahnstrecke Berthelming–Sarreguemines nach Sarre-Union \| \| |                                 |                                                        |                                                        |
| Strecke |                                 | Bahnstrecke Mommenheim–Sarreguemines von Saargemünd    | Bahnstrecke Mommenheim–Sarreguemines von Saargemünd    |
| Bahnhof | 0,0                             | Kalhausen                                              | 218 m                                                  |
| Abzweig ehemals geradeaus, nach links und ehemals von links |                                 | Bahnstrecke Mommenheim–Sarreguemines nach Mommenheim   | Bahnstrecke Mommenheim–Sarreguemines nach Mommenheim   |
| Grenze auf Brücke über Wasserlauf (Strecke außer Betrieb) | ~1,2                            | Eichel; Départementsgrenze Moselle/Bas-Rhin            | Eichel; Départementsgrenze Moselle/Bas-Rhin            |
| Haltepunkt / Haltestelle (Strecke außer Betrieb) | 4,3                             | Herbitzheim                                            | 212 m                                                  |
| Strecke mit Straßenbrücke (Strecke außer Betrieb) | 5,1                             | A 4                                                    | A 4                                                    |
| Grenze (Strecke außer Betrieb) | 6,8                             | Départementsgrenze Bas-Rhin/Moselle                    | Départementsgrenze Bas-Rhin/Moselle                    |
| Abzweig geradeaus und von rechts (Strecke außer Betrieb) |                                 | Bahnstrecke Berthelming–Sarreguemines von Saargemünd   | Bahnstrecke Berthelming–Sarreguemines von Saargemünd   |
| Bahnhof (Strecke außer Betrieb) | 8,0                             | Sarralbe (Saaralben)                                   | 213 m                                                  |
| Abzweig geradeaus und nach rechts (Strecke außer Betrieb) |                                 | Bahnstrecke Champigneulles–Sarralbe von Bénestroff     | Bahnstrecke Champigneulles–Sarralbe von Bénestroff     |
| Strecke (außer Betrieb) |                                 | Bahnstrecke Berthelming–Sarreguemines nach Sarre-Union | Bahnstrecke Berthelming–Sarreguemines nach Sarre-Union |

Die Bahnstrecke Kalhausen–Sarralbe (deutsch eigentlich Bahnstrecke Kalhausen-Saaralben) war eine acht Kilometer kurze, zuletzt eingleisige, nicht elektrifizierte Verbindungsstrecke zwischen den beiden Bahnhöfen der Gemeinden Sarralbe und Kalhausen im Département Moselle in Lothringen. Der einzige Haltepunkt dazwischen lag dagegen im Département Bas-Rhin, Elsass.

## Geschichte
Die Strecke ging gleichzeitig mit der Strecke Mommenheim–Kalhausen am 1. Mai 1895 zweigleisig in Betrieb. Genau wie diese wurde sie von der Kaiserlichen Generaldirektion der Eisenbahnen in Elsaß-Lothringen errichtet und bedient. Mit der Kapitulation nach dem Ersten Weltkrieg ging sie an die Chemins de fer d’Alsace et de Lorraine und wurde 1938 von der SNCF übernommen. In der Zeit der Deutschen gehörte sie als ein Abschnitt zur Bahnstrecke 232 Saargemünd–Bensdorf–Moncel–Nancy, die unter französischer Verwaltung zur Bahnstrecke 13 und 139, später 097 000 Champigneulles–Sarralbe mit Fortsetzung nach Saargemünd (137) geändert wurde. Später wurde sie der Strecke 134 (Sarreguemines–Berthelming) zugeschlagen und in den 1970er Jahren auf ein Gleis reduziert.
Auch wenn sie heute noch immer unterschiedliche Streckennummern tragen und die Gleise zwischen Sarre-Union und Berthelming abgebaut sind, verkehren Züge durchgehend auf dem gesamten Abschnitt.

## Beschreibung
Die Strecke verläuft entlang des rechten Saarufers und hat keine Höhenunterschiede zu überwinden. Trotzdem waren für den Bau erhebliche Erdmassen zu bewegen, da sie zwischen Herbitzheim und Kalhausen auf einem Bahndamm geführt wird, der zur Querung der Straßen längere Straßentunnel erforderlich machten. Auch die Eichel wird kurz vor ihrer Mündung entsprechend künstlich überbrückt.